# يلونايف
يلونايف عاصمة منطقة الأقاليم الشمالية الغربية في كندا وأكبر مدنها. بلغ عدد سكانها 18700 نسمة عام 2006. تقع على بعد 400 كم من الدائرة القطبية الشمالية. التوقيت المتبع فيها هو توقيت منطقة الجبال (غ -7).

## المناخ
تتميز مدينة يلونايف بمناخ شبه قطبي مع شتاء قارس شديد البرودة وصيف قصير ودافئ.
يظهر الجدول التالي التغييرات المناخية على مدار السنة ليلونايف:
| البيانات المناخية لـيلونايف                  | البيانات المناخية لـيلونايف | البيانات المناخية لـيلونايف | البيانات المناخية لـيلونايف | البيانات المناخية لـيلونايف | البيانات المناخية لـيلونايف | البيانات المناخية لـيلونايف | البيانات المناخية لـيلونايف | البيانات المناخية لـيلونايف | البيانات المناخية لـيلونايف | البيانات المناخية لـيلونايف | البيانات المناخية لـيلونايف | البيانات المناخية لـيلونايف | البيانات المناخية لـيلونايف |
| الشهر                                        | يناير                       | فبراير                      | مارس                        | أبريل                       | مايو                        | يونيو                       | يوليو                       | أغسطس                       | سبتمبر                      | أكتوبر                      | نوفمبر                      | ديسمبر                      | المعدل السنوي               |
| -------------------------------------------- | --------------------------- | --------------------------- | --------------------------- | --------------------------- | --------------------------- | --------------------------- | --------------------------- | --------------------------- | --------------------------- | --------------------------- | --------------------------- | --------------------------- | --------------------------- |
| الدرجة القصوى قرينة الرطوبة                  | 2.9                         | 6.1                         | 8.9                         | 20.2                        | 25.6                        | 34.0                        | 35.4                        | 34.3                        | 27.2                        | 18.1                        | 6.3                         | 1.6                         | 35.4                        |
| الدرجة القصوى °م (°ف)                        | 3.4 (38.1)                  | 6.2 (43.2)                  | 9.3 (48.7)                  | 20.4 (68.7)                 | 26.3 (79.3)                 | 31.1 (88.0)                 | 32.5 (90.5)                 | 30.9 (87.6)                 | 26.1 (79.0)                 | 19.0 (66.2)                 | 7.8 (46.0)                  | 2.8 (37.0)                  | 32.5 (90.5)                 |
| متوسط درجة الحرارة الكبرى °م (°ف)            | −21.6 (−6.9)                | −18.1 (−0.6)                | −10.8 (12.6)                | 0.4 (32.7)                  | 9.7 (49.5)                  | 18.1 (64.6)                 | 21.3 (70.3)                 | 18.1 (64.6)                 | 10.4 (50.7)                 | 0.9 (33.6)                  | −10.0 (14.0)                | −17.8 (0.0)                 | 0.0 (32.0)                  |
| المتوسط اليومي °م (°ف)                       | −25.6 (−14.1)               | −22.9 (−9.2)                | −16.8 (1.8)                 | −5.3 (22.5)                 | 4.6 (40.3)                  | 13.3 (55.9)                 | 17.0 (62.6)                 | 14.2 (57.6)                 | 7.2 (45.0)                  | −1.7 (28.9)                 | −13.7 (7.3)                 | −21.8 (−7.2)                | −4.3 (24.3)                 |
| متوسط درجة الحرارة الصغرى °م (°ف)            | −29.5 (−21.1)               | −27.5 (−17.5)               | −22.7 (−8.9)                | −11.0 (12.2)                | −0.5 (31.1)                 | 8.5 (47.3)                  | 12.6 (54.7)                 | 10.2 (50.4)                 | 4.0 (39.2)                  | −4.2 (24.4)                 | −17.5 (0.5)                 | −25.7 (−14.3)               | −8.6 (16.5)                 |
| أدنى درجة حرارة °م (°ف)                      | −51.2 (−60.2)               | −51.2 (−60.2)               | −43.3 (−45.9)               | −40.6 (−41.1)               | −22.8 (−9.0)                | −4.4 (24.1)                 | 0.6 (33.1)                  | −0.6 (30.9)                 | −9.7 (14.5)                 | −28.9 (−20.0)               | −44.4 (−47.9)               | −48.3 (−54.9)               | −51.2 (−60.2)               |
| أدنى درجة حرارة تبريد الرياح                 | −64.0                       | −61.0                       | −56.8                       | −53.2                       | −31.8                       | −11.2                       | 0.0                         | −4.8                        | −16.4                       | −36.3                       | −54.7                       | −58.9                       | −64.0                       |
| الهطول مم (إنش)                              | 14.3 (0.56)                 | 14.1 (0.56)                 | 13.9 (0.55)                 | 11.3 (0.44)                 | 18.4 (0.72)                 | 28.9 (1.14)                 | 40.8 (1.61)                 | 39.3 (1.55)                 | 36.3 (1.43)                 | 30.3 (1.19)                 | 24.8 (0.98)                 | 16.2 (0.64)                 | 288.6 (11.36)               |
| معدل هطول الأمطار مم (إنش)                   | 0.1 (0.00)                  | 0.0 (0.0)                   | 0.2 (0.01)                  | 2.5 (0.10)                  | 13.8 (0.54)                 | 28.9 (1.14)                 | 40.8 (1.61)                 | 39.2 (1.54)                 | 32.7 (1.29)                 | 12.1 (0.48)                 | 0.3 (0.01)                  | 0.2 (0.01)                  | 170.7 (6.72)                |
| متوسط تساقط الثلوج سم (إنش)                  | 19.7 (7.8)                  | 20.0 (7.9)                  | 18.5 (7.3)                  | 10.3 (4.1)                  | 4.7 (1.9)                   | 0.0 (0.0)                   | 0.0 (0.0)                   | 0.1 (0.0)                   | 3.5 (1.4)                   | 20.9 (8.2)                  | 36.5 (14.4)                 | 23.5 (9.3)                  | 157.6 (62.0)                |
| متوسط أيام هطول الأمطار (≥ 0.2 mm)           | 10.7                        | 10.0                        | 8.4                         | 5.0                         | 6.6                         | 7.6                         | 9.6                         | 10.5                        | 11.2                        | 13.4                        | 14.4                        | 11.2                        | 118.5                       |
| متوسط الأيام الممطرة (≥ 0.2 mm)              | 0.2                         | 0.1                         | 0.3                         | 1.2                         | 5.3                         | 7.5                         | 9.6                         | 10.4                        | 10.6                        | 5.5                         | 0.6                         | 0.2                         | 51.3                        |
| متوسط الأيام المثلجة (≥ 0.2 cm)              | 11.9                        | 11.0                        | 9.2                         | 4.4                         | 2.1                         | 0.1                         | 0.0                         | 0.1                         | 1.2                         | 10.0                        | 16.0                        | 12.8                        | 78.6                        |
| متوسط الرطوبة النسبية (%)                    | 64.6                        | 61.6                        | 54.7                        | 52.5                        | 45.9                        | 45.2                        | 47.9                        | 55.7                        | 64.7                        | 75.2                        | 77.8                        | 69.2                        | 59.6                        |
| ساعات سطوع الشمس الشهرية                     | 50.6                        | 107.3                       | 188.4                       | 276.4                       | 335.7                       | 373.8                       | 358.0                       | 276.2                       | 157.7                       | 65.0                        | 42.7                        | 24.6                        | 2٬256٫5                     |
| نسبة وصول أشعة الشمس                         | 26.8                        | 43.5                        | 51.8                        | 62.2                        | 60.8                        | 63.0                        | 61.2                        | 55.5                        | 40.3                        | 21.0                        | 20.2                        | 15.4                        | 43.5                        |
| متوسط مؤشر الأشعة فوق البنفسجية              | 0                           | 0                           | 1                           | 2                           | 4                           | 5                           | 5                           | 4                           | 2                           | 1                           | 0                           | 0                           | 2                           |
| المصدر: Environment Canada and Weather Atlas |                             |                             |                             |                             |                             |                             |                             |                             |                             |                             |                             |                             |                             |

## توأمة
ليلونايف اتفاقيات توأمة مع كل من:
- فيربانكس
- ياكوتسك

## أعلام
- داستن ميليجان
- مارغوت كيدر
- ميغان كوهلر
- داون موسى
- ميليسا آيد